# شراب زندان

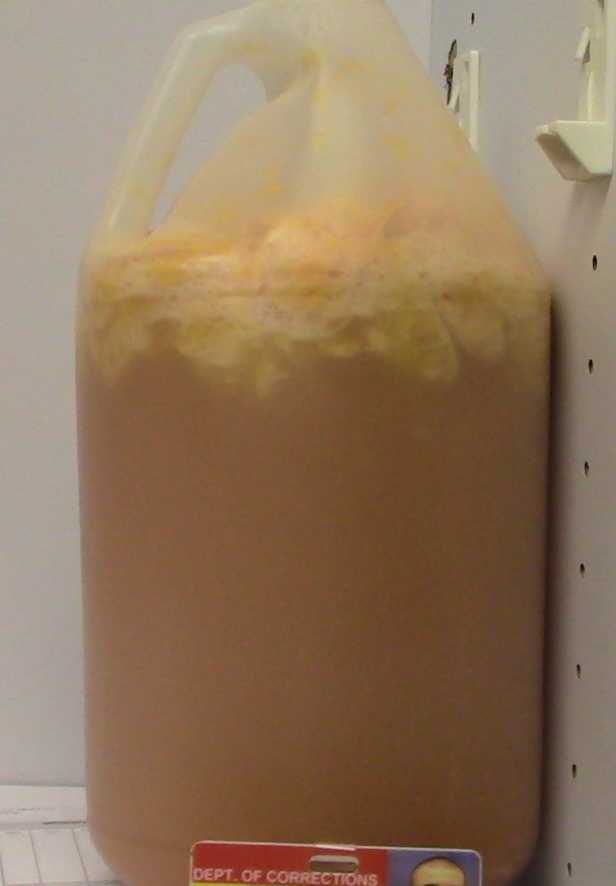
نمونه ایی از شراب زندان که از آن تصویر برداری شده

شراب زندان یا پرونو، یک نوشیدنی الکلی است که به‌طور متفاوتی از سیب، پرتقال، کوکتل میوه، آب میوه، آب نبات سفت، شکر، شربت با فروکتوز بالا و احتمالاً مواد دیگر از جمله نان خرد شده تهیه می‌شود. به اشتباه تصور می‌شود که نان حاوی مخمر برای تخمیر پرونو است. پرونو در زندان‌ها منشأ گرفته‌است (وبیشتر در همان مکان استفاده می‌شود)، جایی که می‌توان آن را با تجهیزات محدود و مواد موجود در دسترس زندانیان تولید کرد. این معجون را می‌توان تنها با استفاده از یک کیسه پلاستیکی، آب جاری داغ و یک حوله یا جوراب برای پنهان کردن خمیر در طی تخمیر درست کرد. نتیجه نهایی به صورت رنگارنگی به عنوان یک خنک‌کننده شراب با طعم صفرا توصیف شده‌است. بسته به زمان صرف شده برای تخمیر (همیشه در برابر خطر کشف توسط افسران)، محتوای قند، و کیفیت مواد تشکیل دهنده و آماده‌سازی، محتوای الکل پرونو می‌تواند از ۲ درصد (معادل بسیار ضعیف) متغیر باشد. آبجو) تا ۱۴درصد (معادل یک شراب قوی).

## شرح
به‌طور معمول، توده تخمیری میوه - که در اصطلاح زندان موتور یا کیکر نامیده می‌شود - از دسته ای به دسته دیگر حفظ می‌شود تا تخمیر سریعتر شروع شود. هرچه شکر بیشتری اضافه شود، پتانسیل بیشتری برای محتوای الکل بالاتر - تا یک نقطه - بیشتر است. فراتر از این نقطه، محصولات زائد تخمیر (عمدتاً الکل) باعث می‌شوند که موتور بمیرد یا خاموش شود زیرا محیط مخمرها برای ادامه تخمیر بیش از حد مسموم می‌شود. این نیز باعث می‌شود طعم محصول نهایی آسیب ببیند. پودر اسید اسکوربیک(ویتامین ث) گاهی برای متوقف کردن تخمیر در یک نقطه خاص استفاده می‌شود، که همراه با ترشی اسید اضافه شده، تا حدودی طعم را با کاهش طعم شیرین مرتبط با پرونو افزایش می‌دهد.
در سال ۲۰۰۴ و ۲۰۰۵ شیوع بوتولیسم در بین زندانیان دو زندان کالیفرنیا گزارش شد. مرکز کنترل و پیشگیری از بیماری مشکوک است که سیب زمینی مورد استفاده در تهیه پرونو مقصر هر دو مورد بوده‌است. در سال ۲۰۱۲، شیوع بوتولیسم مشابه ناشی از پرونو مبتنی بر سیب‌زمینی در میان زندانیان زندان‌های آریزونا و یوتا گزارش شد.
زندانیان مجاز به نوشیدن مشروبات الکلی نیستند و افسران اصلاح و تربیت هر زمان و هر کجا که آن را پیدا کنند آن را مصادره می‌کنند. در تلاش برای ریشه‌کن کردن پرونو، برخی از زندانبانان تا آنجا پیش رفته‌اند که همه میوه‌های تازه، آب میوه‌ها و محصولات غذایی مبتنی بر میوه را از سفره خانه‌های زندان ممنوع کرده‌اند. اما حتی این همیشه کافی نیست. انواع پرونو تقریباً به‌طور کامل از کلم ترش و آب پرتقال ساخته شده‌است. احتکار مواد غذایی در سلول‌های زندانی در زندان‌ها و زندان‌ها به زندانیان این امکان را می‌دهد که مواد تشکیل دهنده را بدست آورند و پرونو تولید کنند. در طول بازرسی سلول‌های زندان و زندان، افسران اصلاح و تربیت مواد غذایی بیش از حد یا غیرمجاز را حذف می‌کنند تا تولید پرونو را متوقف کنند. پرونو در زیر تختخواب‌ها، داخل توالت‌ها، داخل دیوارها، سطل‌های زباله، در محل حمام و هر جایی که زندانیان احساس می‌کنند برای دم‌کردن پرونو به دور از چشمان کنجکاو افسران اصلاح و تربیت و زندانبانان امن است، پنهان می‌شود.
جارویس جی مسترز، زندانی محکوم به اعدام در سان کوئنتین، دستور العملی را برای پرونو ارائه می‌دهد که اغلب به آن ارجاع داده شده‌است، در شعر خود «Recipe for Prison پرونو» که در سال ۱۹۹۲ برنده جایزه PEN شد.
دستور دیگری برای پرونو را می‌توان در مقاله اسکوایر مایکل فینکل در مورد محکوم به اعدام کریستین لونگو در اورگان یافت.
در سال ۲۰۰۴ در کنفرانس ملی هومبرو انجمن آمریکا در لاس وگاس، مسابقه و داوری پرونو برگزار شد.
انواع دیگری از نوشیدنی‌های الکلی ساخته شده در زندان وجود دارد. اینها شامل شرابهای خام است که در مخازن توالت تخمیر می‌شوند. نوشیدنی‌های قندی مانند نوشیدنی پرتقال نیز ممکن است با استفاده از رادیاتور یا سایر منابع حرارتی موجود تخمیر و تقطیر شوند. اگرچه این تکنیک‌ها در داستان‌های زندان رایج شده‌اند، اما آهسته و پر زحمت هستند و عموماً منجر به محتوای کم الکل می‌شوند.